# قانصوه الغوري
الأشرف أبو النصر قانصوه من بيبردى الغوري الجركسي الأصل، هو من سلاطين المماليك البرجية. ولد سنة (850 هـ- 1446 م). ثم امتلكه الأشرف قايتباي وأعتقه وجعله من جملة مماليكه الجمدارية ثم أصبح في حرسه الخاص وارتقى في عدة مناصب حتى ولي حجابة الحُجّاب بحلب. وفي دولة الأشرف جنبلاط عين وزيرا. بويع بالسلطنة سنة 906 هـ- 1500 م وظل في ملك مصر والشام إلى أن قتل في معركة مرج دابق شمال حلب سنة 1516.
كان الغوري مغرماً بالعمارة فازدهرت في عصره، واقتدى به أمراء دولته في إنشاء العمائر، وقد خلف ثروة فنية جلها خيرية، بمصر وحلب والشام والأقطار الحجازية. واهتم بتحصين مصر فأنشأ قلعة العقبة وأبراج الإسكندرية. وجدد خان الخليلى فأنشأه من جديد وأصلح قبة الإمام الشافعى وأنشأ منارة للجامع الأزهر. وله مجموعة أثرية مهمة في حلب مكونة من أبنية وجامع ومدرسة.

## سلطنته
بعد خلع العادل طومان باي اتفق زعماء المماليك على سلطنة الغوري بدلا منه، وقد كان الغوري حينها من أهم المماليك المقدمين كونه كان يشغل كل من الدودارية الكبرى والوزارة والاستادارية وكشف الكشاف عند العادل، وصار في آخر أيامه هو «الحركة» القاضي للكثير من الحوائج في الدولة، حتى أظهر تمرداً عليه بإمتناعه عن حضور مناسبة ختم البخاري عنده بالقلعة بعد أن كان العادل قد أرسل خلفه ليحضر. ولما أطيح بالعادل، كان الغوري من ضمن الأمراء المقدمين الذي ركبوا واجتمعوا سوياً لاختيار السلطان الجديد. ولم يكن اختيارهم له الا لكبر سنه (60 عاما حينها) وأن ليس له طموح سياسي، مما يجعل مسألة خلعه لصالح أحدهم يسيرة، فحملوه وأجلسوه رغْماً عنه على العرش وهو يبكي ولا يريد المُلك واشترط عليهم ألا يقتلوه وأن يبقوه حياً إذا أرادوا خلعه فوافقوا على ذلك وبايعوه جميعاً.

## ترسيخ حكمه
خالف الغوري سريعاً توقعات خصومه من الأمراء إذ نجح في إبعاد كثيرين منهم وفرض ضرائب باهظة على آخرين واستأثر بالملك، وأظهر حنكة في إدارة شئون الدولة التي انخفضت إيراداتها بشدة بعد اكتشاف البرتغاليين لرأس الرجاء الصالح، إلا أن الإجراءات التي قام بها جلبت غضب الناس والمماليك عليه حيث فرض ضرائب باهظة وخفض الأجور مما أدى لحالة تذمر بين المماليك ولم يمنعهم من عزله إلا خوفهم من انعدام أجورهم بعد ذلك إذا عين أي سلطان اخر.

## الصراع مع البرتغال
كان البرتغاليون في ذلك الوقت قد اكتشفوا طريق رأس الرجاء الصالح وسيطروا عليه وكانوا يتطلعون إلى البحر الأحمر من أجل تحقيق حلم السيطرة على كل طرق التجارة فاستولوا على الحبشة ثم هاجمت سفنهم سواحل مصر والحجاز في عهد السلطان الغوري وحاولوا كسب تعاطف باقي أوروبا معهم بإكساب حملتهم على دولة المماليك بعداً صليبياً وأعلنوا أن هدفهم الرئيسي هو الأراضي المقدسة في مكة والمدينة، أمر السلطان ببناء الشون وأرسل الحاميات البرية إلى السواحل لمنع تقدم البرتغاليين على الأرض، ثم بعد اكتمال جاهزية السفن بدأت معارك بحرية عنيفة وصفها ابن زنبل الرمّال في تأريخه نجحت فيها البحرية المملوكية في طرد السفن البرتغالية من البحر الأحمر والاحتفاظ به كبحيرة مملوكية مغلقة، ثم تقدمت سفن المماليك في المحيط الهندي وهاجمت القلاع البرتغالية على سواحل اليمن وعُمان وإيران وشرق أفريقيا ثم طورت هجومها باتجاه المستعمرات البرتغالية في الهند لمساندة حاكم كوجرات الهندية الموالية للمماليك وهزموا البرتغاليين بالفعل عام 1508 في معركة شاول إلا أن البرتغاليين تمكنوا من إعادة تجميع اسطولهم وهاجموا اسطول المماليك في معركة ديو 1509 فهزموهم هزيمة قاسية فانسحب المماليك واكتفوا بالسيطرة على البحر الأحمر.

## الصراع مع العثمانيين
بدأ العثمانيون في الظهور كقوة صاعدة في المنطقة منذ النصف الأول من القرن الرابع عشر وعند قيام دولة بني عثمان أتخذ العثمانيون من مدينة «بورصة» في آسيا الصغرى عاصمة لهم وبمرور الوقت بدأت الدولة الفتية في التوسع حتى أستولت على منطقة آسيا الصغرى بأكملها وتوجت انتصارات العثمانيين بنجاح السلطان محمد الفاتح في فتح القسطنطينية عام 1453 ميلادية.
و قد أتسمت العلاقات المصرية العثمانية في بادئ الأمر بسياسة المودة والتحالف حيث تحالفت الدولة المملوكية والدولة العثمانية ضد الخطر البرتغالي المهدد للسيادة المملوكية في البحر الأحمر وكذلك تحالفت الدولة المملوكية مع نظيرتها العثمانية ضد غارات المغول بقيادة تيمورلنك وبقايا الصليبيين.
إلا انه سرعان ما تصاعدت حدة التوتر بين الدولتيين خاصة مع اقتراب حدود الدولة العثمانية مع أملاك المماليك.

## الدولة الصفوية
ظهرت الدولة الصفوية الشيعية في الشرق في إيران والعراق عام 1501 وبرزت تطلعاتهم نحو الشام مبكراً، ففي عام 1507 قامت قوة صفوية بمهاجمة حامية ملطية التابعة للمماليك، ورد الغوري بقوة إذ أمر بحشد 1500 من قواته واستعدوا لحرب الصفويين وقبل أن تخرج القوة من القاهرة وصل رسل من الشاه إسماعيل الصفوي تقدم اعتذاراً عما حدث وزعموا أنه لخطأ ما، وبدا الرسل ريفيين أجلافاً وهم بداخل قصر القاهرة الأنيق مما حدا بقانصوه لإهمال الصفويين، وبرغم تكرارهم للهجمات لاحقا إلا أنه اكتفى بإرسال أمير عشرة لمعسكر الصفويين لأمرهم بالانسحاب. غير السلطان من نظرته للصفويين تماما عام 1511 إذ وقعت في يده رسائل من الشاه إسماعيل لملوك أوروبا يستحثهم على حرب المماليك والعثمانيين من الغرب بينما يهاجمهم هو من الشرق، أخذ السلطان التهديد الصفوي على محمل الجد وارتاب من تحركات الشاه إسماعيل.
تطورت الأحداث بعد ذلك بين الشاه إسماعيل والسلطان سليم الأول سلطان العثمانيين وبدت الحرب على مقربة بينهم وبحث كل من الطرفين على مساعدة السلطان الغوري ضد الأخر فآثر التزام الحياد، وهُزم الصفويون هزيمة شنيعة في معركة جالديران على يد السلطان سليم في 1514 م الذي قام بعد المعركة بالهجوم على إمارة ذو القدر التابعة للمماليك وإبادتها، مما أدى لزوال كافة الدول العازلة للمماليك عن العثمانيين.

## الغوري ومرج دابق
مع تطور الأحداث لم يجد السلطان الغوري بدا من ملاقاة العثمانيين لصد خطرهم على الدولة المملوكية والتي كانت مركزا للخلافة الإسلامية العباسية، ومن ثم تقابلت الجيوش المصرية بقيادة السلطان قانصوه الغوري مع الجيوش العثمانية بقيادة السلطان سليم الأول وذلك في منطقة مرج دابق بالشام في أغسطس 1516 ميلادية ونتيجة لخيانة بعض القادة للغوري (خاير بك - القاضي يونس - جان برد الغزالي) هُزم الجيش المملوكي بقيادة الغوري ولقى الغوري حتفه حينذاك، واختُلف في أمر وفاته، فقيل إنه أغمي عليه، أو إنه أصيب بالفالج، فسقط عن فرسه، ومات، ولايعرف بعد ذلك ما حلَّ بجثمانه.

## منشآت السلطان قانصوه الغوري

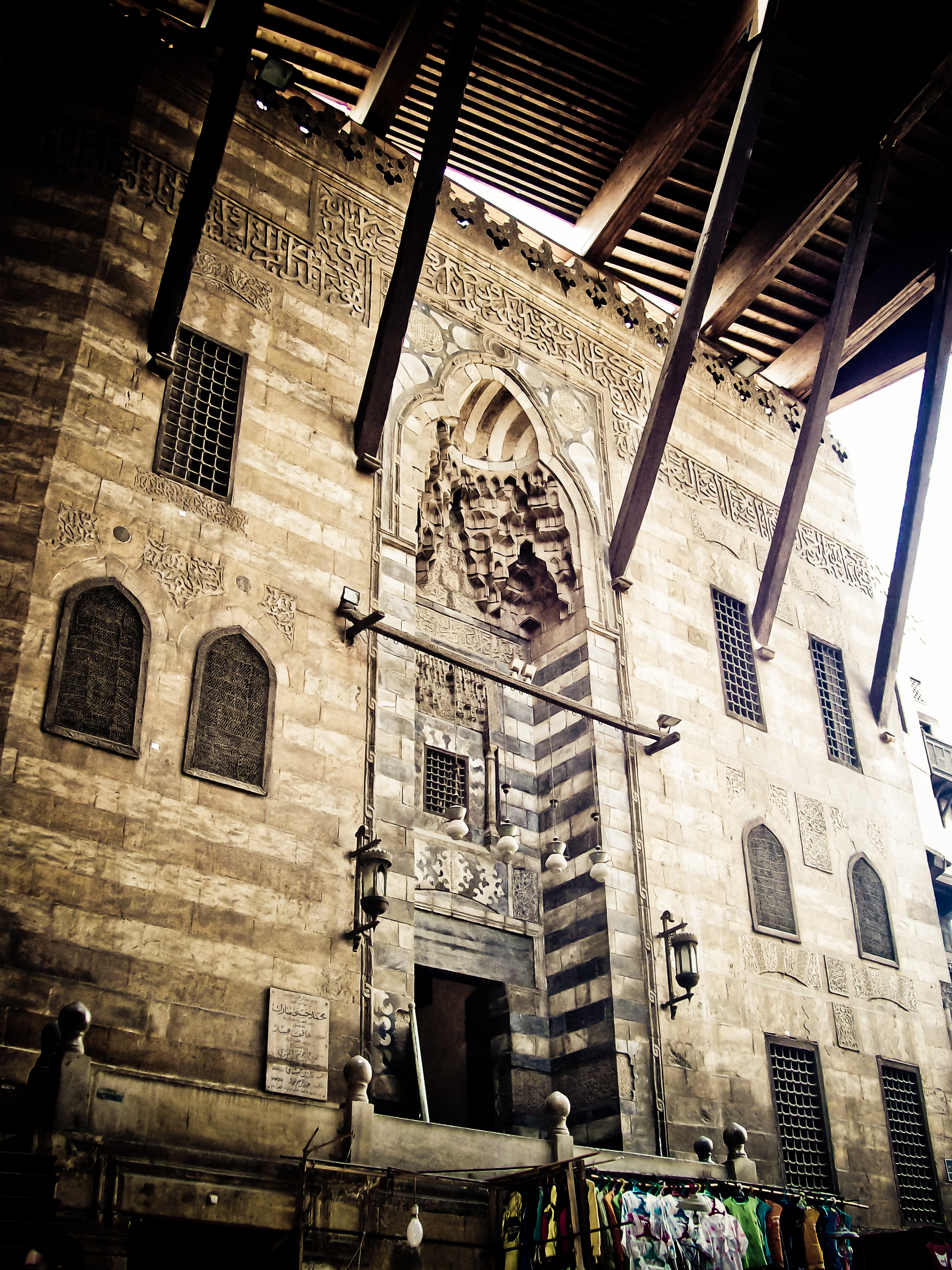
مجموعة الغوري

تقع بحي الأزهر وتحديدا في نهاية شارع الغورية عند تقاطعه مع شارع الأزهر ومجموعة المنشآت التي شيدها وتتكون من وكالة وقبة وخانقاه ومدرسة وقد انتهى من تشييد تلك المجموعة في عام 1505 ميلادية.

### وكالة الغوري
الوكالة عبارة عن مبنى لإقامة التجار الوافدين للقاهرة ومكان لتخزين بضائعهم حتى يتم بيعها. وتعتبر وكالة الغوري من أكمل وأروع الوكالات في مصر وتتكون من فناء مكشوف مستطيل الشكل محاط من جميع الجوانب بقاعات على خمس طوابق. حيث كان يتم تخزين البضائع في الطابق الأرضي والطابق الأول بينما خصص باقي الطوابق لسكن التجار.

### مدرسة قانصوه الغوري
يطلق عليها مدرسة وجامع الغورية نسبة للغوري وتقع بنهاية شارع المعز بالغورية وهي مكونة على صحن مكشوف مربع الشكل يحيط به أربعة أيوانات والتي خصصت لدراسة المذاهب الأربعة (الشافعي والحنفي والمالكي والحنبلي).